# La rivoluzione copernicana
La rivoluzione copernicana è un saggio scritto dal fisico e filosofo statunitense Thomas Kuhn nel 1957, in cui quest'ultimo fornisce un'attenta analisi della Rivoluzione copernicana, attraverso la cosmologia pre-tolemaica, per poi passare alla visione proposta nell'Almagesto fino alla formulazione delle tre leggi di Keplero.

## Contenuti
In quest'opera, Kuhn sostiene che l'abbandono del sistema tolemaico sia stato così difficile per l'Europa moderna principalmente a causa delle credenze filosofiche (come l'aristotelismo) e teologiche molto diffuse e popolari fra gli studiosi dell'epoca. Tuttavia, Thomas Kuhn, formulate tali considerazioni, ipotizza che la rivoluzione astronomica e quella scientifica siano state, quasi per assurdo, enormemente influenzate dagli studi metafisici. In altre parole, la metafisica, che soprattutto in epoca contemporanea è vista come un campo di studi molto lontano, se non quasi in contrasto con la scienza moderna, secondo la visione di Kuhn, avrebbe dato l'input necessario affinché ci fossero i presupposti per l'avverarsi della rivoluzione scientifica.
Nell'ultima parte dell'opera, Kuhn riflette su come le considerazioni di Keplero si siano rapportate con la società dell'epoca. 